# Lait maternel humain
Le lait maternel humain est produit par le corps de la femme et permet d'alimenter un bébé. Il est produit par les glandes mammaires contenues dans les seins de la femme.

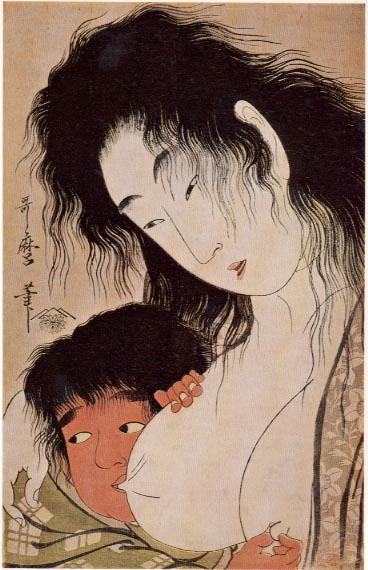
Peinture de Kitagawa Utamaro, Japon, XIXe s.

## Phases de production de lait
En fonction de l'âge du bébé, on distingue trois types de lait :

### Colostrum[1]
Le colostrum est produit par les seins dès le troisième trimestre de grossesse puis 2 à 3 jours après l'accouchement.
Il contient une proportion importante (12 g/L) de sucres rares, les oligosaccharides. On en a dénombré plus de 130 espèces différentes. Ce sont des prébiotiques, des composés qui exercent une stimulation sur les micro-organismes du côlon et jouent un rôle dans la croissance de la flore protectrice (Bifidus) de la muqueuse intestinale, empêchant l’adhérence des microbes aux parois. Ces sucres très particuliers existent dans très peu de sortes de laits de mammifères.
Le colostrum est composé à deux tiers de globules blancs, qui permettra au bébé de se défendre contre des infections rapidement en fabriquant des anticorps. Il contient aussi un taux important de beta-carotène qui lui donne une couleur jaune-orangée.

### Lait transitionnel[2]
Entre le colostrum et le lait mature, le sein produit pendant une à quatre semaines ce que l'on appelle le lait transitionnel. La quantité produite augmente entre 600 et 700 mL par jour. Les niveaux de lipide et de lactose augmentent brusquement, tandis que ceux des protéines, de sel et de minéraux diminuent. Les proportions entre les deux protéines du lait, caséine et lactosérum, passent de 90/10 à 60/40, et continueront à s'équilibrer à 50/50 vers 1 an.

### Lait mature[3]
Les composants majeurs du lait maternel sont : l'eau (87,5 % environ), les glucides (7 % environ), les lipides (4 % environ), les protéines (1 % environ), les micronutriments (0,5 % environ). Cette composition évolue en cours d'allaitement dans une même tétée, sur 24 heures et selon les besoins et l’âge du bébé.
Une partie des éléments du lait provient de la filtration sélective du sang (eau, sels, albumine, globulines), l’autre d’une synthèse (lactose, caséine, matières grasses, acide citrique) par les cellules de l’acinus d’éléments propres au lait.
La composition du lait maternel est relativement stable de par le monde et ne varie que dans une faible proportion en fonction du mode de vie et de l’alimentation de la mère.
Par la spécificité de sa composition, et contrairement au lait de vache, le lait humain se conserve relativement bien.
En moyenne, les humaines produisent entre 800 et 1 000 mL de lait par 24 heures.

## Composition du lait maternel

### Eau
L'eau étant le principal constituant du lait maternel (87,5 %), celui-ci est particulièrement désaltérant. Il n’est donc pas nécessaire de rajouter des biberons d’eau entre des tétées à la demande[réf. nécessaire].

### Glucides
Le lait humain contient 60 g/L de lactose, ce qui représente 85 % de sa teneur en glucides. Le lactose est un disaccharide, constitué de glucose et de galactose. Le glucose est destiné aux cellules cérébrales, musculaires, graisseuses et intestinales. Le galactose joue un rôle essentiel dans la construction du cerveau, le maintien d'une glycémie stable et l'épuration de la bilirubine.

### Lipides
La teneur moyenne en lipides du lait maternel est d'environ 40 grammes par litre. Cette teneur peut subir des variations importantes (de 3 à 180 grammes par litre) suivant l'heure de la journée, l'âge de l'enfant, le volume de la tétée, la constitution de la mère et son type d’alimentation. La synthèse des lipides est complexe et longue, c'est pourquoi les lipides ne se concentrent dans le lait humain qu'en fin de tétée de chaque sein. Ce moment ne doit pas être supprimé par des tétées trop courtes.
Les lipides du lait humain sont constitués à 98 % par les triglycérides, des graisses qui jouent un rôle dans la myélinisation du système nerveux, l'acuité de la vision et la synthèse d'hormones. Le lait humain contient également des phospholipides, du cholestérol, bénéfique au niveau cardio-vasculaire et cérébral. Les acides gras essentiels (linoléique, linolénique) doivent être apportés à la mère par son alimentation.
Les lipides sont constitués notamment d'environ 22,6 % d'acide palmitique, 8,6 % d'acide myristique, 7,7 % d'acide stéarique, 5,8 % d'acide laurique, 1 % d'acide caproïque et 0,4 % d'acide butyrique pour un total d'environ 50 % des lipides sous forme d'acides gras saturés.

### Protides
Le lait humain contient 9 à 12 grammes par litre d’acides aminés, soit associés sous forme de protéines ou d'enzymes soit sous forme d'acides aminés libres.

#### Protéines
Les protéines du lactosérum constituent la moitié des protéines du lait maternel (6 g/L). Il comprend :
- l’alpha-lactalbumine (3,5 g/L), productrice de lactose nécessaire à la construction du cerveau humain ;
- la lactotransferrine ou lactoferrine (1,5 g/L), nécessaire pour l'absorption intestinale du fer et agent anti-infectieux puissant par sa capacité à s’approprier le fer nécessaire au développement de certaines bactéries.

Le lait maternel est exempt de β-lactoglobuline, une protéine du lait de vache extrêmement allergisante pour l'être humain. Il faut 100 jours (3 mois et demi) pour que l'intestin du bébé mette en place une barrière anti-allergique efficace contre les protéines non humaines. Avant ce moment, tout apport alimentaire différent du lait de mère est reconnu comme étranger par l'organisme et crée un risque d'intolérance.
Dans le lait maternel, la caséine (4 g/L) est particulièrement digeste. Parmi les trois types alpha, beta et k, la caséine beta a un profil particulier pour chaque femme, probablement déterminé par son code génétique. Sa dégradation libère des peptides à activité anti-infectieuse. La caséine k (facteur Bifidus) est une glycoprotéine qui stimule la croissance du Bifidobacterium.
Les immunoglobulines (1-2 g/L) sont des protéines qui fournissent des défenses immunitaires, des anticorps. Le lait maternel contient principalement des immunoglobulines A sécrétoires, IgA, et, dans des proportions moins importantes, des IgG et IgM.
La muqueuse digestive du bébé est immature à la naissance et met au moins quatre mois à s’édifier. Il est protégé des agressions microbiennes par les protéines de défense du lait maternel.
Dans le colostrum, les IgA, sont présentes de façon massive (près de 90 g/L). Ils tapissent la muqueuse digestive, empêchant les bactéries pathogènes de se fixer sur la paroi. Les microbes sont agglutinés par les IgA, leurs toxines et leurs enzymes sont neutralisés et la prolifération locale des virus est empêchée.

#### Enzymes
Parmi les enzymes on peut citer le lysozyme, un bactéricide, la lipase pour l'absorption des graisses par le bébé, et la lactase divisant les molécules de lactose en glucose et galactose.

#### Acides aminés
Le lait humain contient une vingtaine d'acides aminés. Les acides aminés essentiels sont dérivés du plasma de la mère alors que les lactocytes du tissu mammaires peuvent synthétiser des acides aminés non essentiels,. Dans le lait humain, les acides aminés libres (2 g/L) sont présents dans une proportion 3 à 4 fois plus importante que dans le lait de vache. Ils permettent l’assimilation des lipides et participent à la construction du cerveau. Acides aminés libres essentiels du lait maternel : histidine, isoleucine, leucine, lysine, méthionine, phénylalanine, taurine, thréonine, tryptophane, valine. Acides aminés libres non essentiels du lait maternel : arginine, alanine, acide aspartique, cystéine, acide glutamique, glycocolle, proline, sérine, tyrosine. Parmi les acides aminés du lait humain, la taurine (10 fois plus que dans le lait de vache) joue un rôle important dans la construction du cerveau et le fonctionnement des cellules cérébrales, intervient dans les fonctions cardiaques et musculaires et dans l’assimilation des lipides.

#### Hormones
Dans les protides, on classe les hormones du lait dont certaines favorisent la croissance et le développement des organes sexuels propres à l'espèce. Quelques hormones du lait maternel : insuline, facteur de croissance épidermique, prostaglandines, hormones thyroïdiennes, prolactine, stéroïdes ovariens et surrénaliens, calcitonine, érythropoïétine, neurotensine, somatostatine, bombésine.

### Sels minéraux, oligo-éléments, micronutriments
La quantité de sels minéraux et oligo-éléments (2 g/L) du lait maternel est adaptée aux possibilités d'élimination rénale du bébé dont les organes ne sont pas encore à maturité. La concentration des oligo-éléments est élevée dans le colostrum. Ils jouent un rôle essentiel dans la constitution du squelette.
On trouve dans le lait les sels minéraux et oligo-éléments suivants : calcium, chlore, cuivre, fer, iode, magnésium, manganèse, phosphore, potassium, sélénium, sodium, soufre, zinc.
La teneur en fer du lait maternel est assez faible en quantité (0,3 à 0,4mg/l) mais il a une très forte biodisponibilité et est donc très bien absorbé (environ 3 fois mieux que celui de la viande, dont le fer est déjà 3 fois mieux absorbé que celui des végétaux). Le nourrisson possède par ailleurs à la naissance des réserves hépatiques de fer importantes. On conseille de plus de ne pas couper immédiatement le cordon ombilical, pour permettre au sang nourricier de la grossesse, de passer encore un moment dans l'organisme du nouveau-né tout juste sorti du ventre maternel, afin d'optimiser ses réserves de fer. 
Il n'y a donc pas de risque de déficience en fer chez le bébé allaité jusqu'à la diversification vers 6 mois, dans la mesure où bien sûr la mère allaitante a elle-même un taux de fer correct et une alimentation équilibrée. 
Ainsi que ces vitamines liposolubles et hydrosolubles : A, B1, B2, B5, B6, B8, B9, B12, C, D, E, K, PP.
Ils contiennent de nombreuses leucocytes, ou cellules vivantes (90 % macrophages, 10 % lymphocytes) sont nombreuses dans le colostrum (1 million par millilitre) et le lait maternel.
Le lait humain contient de nombreux facteurs de défense immunitaire antibactériens (diphtérie, tétanos, streptocoques, coqueluche, dysenterie, colibacilles, typhus, etc.), antiviraux (grippe, poliomyélite, etc.). et antiparasitaires. Il contient également des agents de protection contre l'entérocolite ulcéro-nécrosante, de l’interféron et le système de complément (20 protéines de défense contre les agents pathogènes qui pénètrent dans l’organisme).
Les nucléotides ont un effet immunologique. Sont présents dans le lait maternel : cytidine, uridine, adénosine, guanosine, inosine.
De nombreux éléments du lait humain n’ont pas encore été identifiés et leur fonction reste à découvrir.

### Microbes & microbiome
Le lait humain contient naturellement différentes espèces bactériennes appartenant aux genres Bifidobacterium, Bacteroides, Parabacteroides et Clostridium.
Ces espèces, également trouvées dans le microbiote intestinal maternel, et vont contribuer à ensemencer le tube digestif et le microbiote cutané du bébé auquel elles sont a priori utiles, mais il a aussi été suggéré que :
- le lait maternel tiré au sein (pompé) pour être plus tard redonné au biberon présente une diversité microbienne plus élevée (y compris en termes d'agents pathogènes) que le lait des mères directement donné au sein[11] ;
- les microbes présents dans la bouche du bébé influent aussi significativement en retour sur la composition microbienne du lait maternel[11].

En 2019, on ignore encore en quoi et avec quel degré d'importance cela pourrait affecter la santé du nourrisson.

## Variations de la composition du lait maternel
La composition du lait maternel varie en fonction du déroulement de la tétée, au cours du rythme circadien et sur la période d’allaitement.

### En cours de tétée

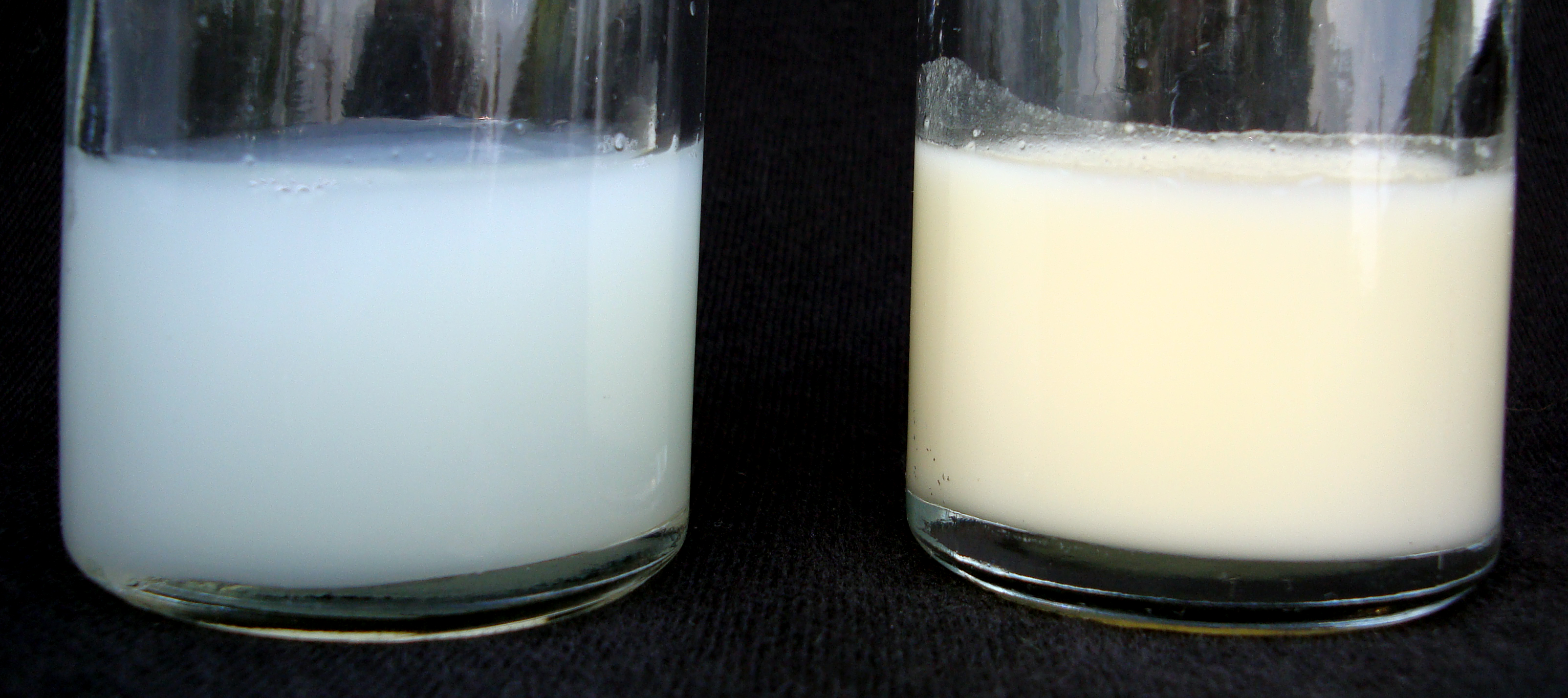
Du lait de début de tétée à gauche, et du lait de fin de tétée à droite

En début de tétée, le lait maternel est composé de beaucoup d'eau et de sels minéraux pour désaltérer. Puis la proportion de glucides directement assimilables par l’organisme augmente, d’abord les oligosaccharides puis le lactose. En milieu de tétée, les protéines et lipides augmentent en quantité. À la fin de chaque tétée, les lipides se concentrent de plus en plus dans le lait et donnent au bébé un sentiment de satiété. C'est le signal de fin de tétée pour le bébé. C’est pourquoi il faut faire téter le bébé suffisamment longtemps à chaque sein.
Un bébé nourri à la demande peut ainsi adapter lui-même les tétées selon ses besoins. Par exemple en ne buvant que le lait de début de tétée, riche en eau et en sucre s’il a seulement soif, ou en tétant plus longtemps pour avoir les protéines et les lipides nourrissants s’il a faim.

### Au cours des 24 heures
Vers midi, le lait contient plus de lipides. À midi et le soir, il contient plus de protéines. La proportion entre les oligosaccharides et le lactose varie. Il y a plus de lactose le matin, et plus d’oligosaccharides l’après-midi.
La nuit, l'hormone prolactine est sécrétée plus intensément, favorisant l'endormissement chez la mère et l'enfant.

### Sur la période d’allaitement
La composition du lait maternel varie au cours de la période totale d’allaitement. Dans les premières semaines, du colostrum au lait à maturité, la teneur en lactose augmente et celle en oligosaccharides diminue. La proportion des lipides double. Les sels minéraux diminuent de moitié. La proportion des protéines est divisée par dix. La teneur en acides aminés libres baisse pour remonter ensuite légèrement. Parallèlement, le volume de lait produit augmente au fil des semaines. Les demandes d’augmentations du bébé sont souvent brusques et le volume augmente par paliers.
L'allaitement est un processus interactif où le comportement de l'enfant peut déterminer dans une certaine mesure la composition de sa nourriture.
En période de sevrage, par exemple, les quantités de sodium et de protéines augmentent dans le lait maternel. En revanche, les concentrations de potassium et de lactose décroissent progressivement.

### Maladie de l'enfant
Lorsque l'enfant est exposé à des microbes ou virus pathogènes, la mère entrera également en contact avec ceux-ci, et développera rapidement en réponse des leucocytes qui seront transmis au bébé afin de faciliter sa guérison.

## Conservation du lait maternel
|             | À température ambiante (20 °C) | Au frais (0 à 4 °C) | Au congélateur (−15 °C) |
| ----------- | ------------------------------ | ------------------- | ----------------------- |
| Colostrum   | env. 12 heures                 | env. 4 jours        | 6 mois                  |
| Lait mature | 4 à 8 heures                   | jusqu'à 8 jours     | 6 mois                  |

Plus l'allaitement s'achemine vers le sevrage (2 ans ou plus), plus le lait maternel devient concentré et se rapproche du colostrum.

## Contaminants possibles du lait maternel
Dans les contexte environnement pollués, ou chez des personnes exerçant certaines professions à risque et/ou ayant consommé des aliments contaminés, le lait maternel peut aussi contenir divers contaminants, qui peuvent être détectés et mesurés par une Analyse chimique environnementale).
Ces contaminants sont principalement :
- des métaux lourds[17] tels que mercure[17], plomb[17] et cadmium[17], qui peuvent notamment provenir des produits de la mer (mercure en particulier), du gibier (plomb) ;
- des organochlorés, des pesticides, des HAP ou d'autre produits chimiques toxiques ou indésirables particulièrement solubles dans les tissus gras (provenant de pollutions industrielles ou d'aliments tels que les poissons gras, les fromages, la viande, l'œuf, dont le jaune d’œuf[18] y compris dans les œufs auto-produit (par exemple, des œufs autoproduits dans différentes zones de Belgique respectivement en automne 2006 et au printemps 2007 moins de 8,0 et moins de 8,0 µg d'arsenic par kg ; 0,5 et moins de 0,5 µg/kg pour le cadmium ; 116 et 74 µg/kg pour le plomb, 0,43 et 0,52 mg/kg pour le cuivre, 20,3 et 19,2 mg/kg pour le zinc, 3,15 et 4,44 µg/kg pour le mercure (attention l'échelle diffère, parfois donnée en µg, parfois en mg)[19]. De plus, dans ces cas, des taux de dioxines et organochlorés au-dessus des normes étaient fréquents[18] ;
- des produits fluorés[20] ;
- certains résidus médicamenteux ;
- des perturbateurs endocriniens ;
- et dans certaines circonstances le lait maternel peut enfin contenir des radionucléides (iode et césium notamment, en contexte post-essais nucléaires atmosphériques ou d'accidents nucléaires).

## Importance de l'acide arachidonique chez les bébés nés prématurés
Les bébés nés prématurés sont en manque d'acide arachidonique. Ce dernier est présent dans le placenta et dans le lait maternel. Ils courent plus de risques d’infirmité s'il ne sont pas alimentés en lait bien dosé en acide arachidonique. La plupart des laits commerciaux ne contiennent pas ce nutriment. C'est une cause importante au défaut de prise de poids rapide des nourrissons nés prématurés d'après l'étude de Michael Crawford de l'institut de recherche sur le cerveau à l’hôpital Hackney de Londres. Ce composé est important pour le développement du cerveau et la formation des vaisseaux sanguins de ces jeunes bébés. L'acide arachidonique est un acide oméga-6.